# Коваль Антоніна Михайлівна
Антоніна Михайлівна Коваль (нар. 2 березня 1931, село Крисине, тепер Богодухівського району Харківської області) — українська радянська діячка, пташниця, завідувачка птахоферми колгоспу «Родина» Богодухівського району Харківської області. Герой Соціалістичної Праці (1966). Член ЦК КПУ у 1966 — 1986 р.

## Біографія
Закінчила Богодухівську середню школу. Потім працювала колгоспницею.
З 1959 р. — пташниця, бригадир птахівничої бригади, завідувачка птахоферми колгоспу «Родина» села Крисине Богодухівського району Харківської області.
Член КПРС з 1961 року.
Потім — на пенсії у місті Богодухові Харківської області.

## Нагороди
- Герой Соціалістичної Праці (22.03.1966)
- орден Леніна (22.03.1966)
- орден Трудового Червоного Прапора
- орден Жовтневої Революції
- медалі